# کلامحله
کلامحله، روستایی است از توابع بخش مرکزی شهرستان آمل در استان مازندران ایران.
این روستا با شهر آمل فاصله چندانی ندارد و حداکثر 5 دقیقه میتواند با آمل  فاصله داشته باشد

## جمعیت
این روستا در دهستان هرازپی جنوبی قرار داشته و براساس آخرین سرشماری مرکز آمار ایران که در سال ۱۳۸۵ صورت گرفته، جمعیت آن 213نفر (۵۶خانوار) بوده‌است.